# Centrale nucleare Bielorussia
La centrale nucleare Bielorussia (conosciuta anche come centrale nucleare di Astraviec o centrale nucleare di Ostrovets a seconda della traslitterazione o della fonte) è la prima centrale nucleare della Bielorussia, è situata presso la città di Astraviec nel Voblasc' di Hrodna. Il sito dovrebbe essere composto, al suo completamento, da 4 reattori VVER1200 per 4800 MW, costruiti in due fasi differenti.